# Garsiwaz
Garsīwaz (auch Garsivaz, Gersiwaz, bei Rückert Gersiwas) (persisch گَرسیوَز) Sagengestalt aus dem „Königsbuch“ (Schāhnāme), dem persischen Nationalepos von Firdausi. Garsīvaz ist der Bruder von Afrasiab, dem König von Turan.

## Garsīwaz im Schāhnāme – Sage XV
Die Enkeltochter von Garsīwaz lief von zu Hause weg und wurde von Tus und Gew zu Schah Kai Kawus gebracht. Der verliebte sich auf den ersten Blick in sie und heiratete sie. Neun Monate später brachte sie einen Sohn zur Welt, der den Namen Siyâwasch erhielt.
Siyâwasch, der zunächst gegen Afrasiab in den Krieg zog, schloss mit diesem später aber einen Friedensvertrag und heiratete Farangis, die Tochter von Afrasiab. Der erkennt Siyâwasch als Herrscher von "Turan bis ans Meer von Chin" an. Garsīwaz, verärgert über diesen Machtverlust, verleumdet Siyâwasch bei Afrasiab. Er redet ihm ein, dass Siyâwasch am Ende für Schah Kai Kawus ganz Turan unter seine Herrschaft bringen und mit Iran vereinen wird.
Afrasiab nimmt daraufhin Siyâwasch gefangen und lässt ihn ermorden.